# Storena deserticola
Storena deserticola là một loài nhện trong họ Zodariidae.
Loài này thuộc chi Storena. Storena deserticola được Rudy Jocqué miêu tả năm 1991.